# Krunoslav Simon
Krunoslav Simon, né le 24 juin 1985, à Zagreb, en Croatie, est un joueur croate de basket-ball. Il évolue au poste d'arrière.

## Biographie
En juin 2013, Simon signe un contrat de 2 ans avec le Lokomotiv Kouban-Krasnodar.
En janvier 2014, il est nommé meilleur joueur de la 4e journée du Top 16 de l'Euroligue. Simon marque 21 points (à 4 sur 5 à deux points et 4 sur 6 à trois points), fait 8 passes décisives, son record en carrière, et prend 6 rebonds. Il réalise une évaluation de 35 dans la victoire de son équipe face au Žalgiris Kaunas.
En mai 2019, Simon prolonge de deux ans son contrat avec l'Anadolu Efes.

## Palmarès
- Champion de Turquie : 2019, 2021
- Vainqueur de l'Euroligue 2020-2021 et 2021-2022 avec l'Anadolu Efes.
- Vainqueur de la coupe de Turquie en 2022